# Franz Josef Müller
Franz Josef Müller (ur. 1910, data śmierci nieznana) – zbrodniarz nazistowski, komendant kilku niemieckich obozów pracy dla Żydów w okupowanej Polsce i SS-Unterscharführer. 
Urodził się w Mosbach. Z zawodu introligator. W 1936 wstąpił do SS, a we wrześniu 1939 do Waffen-SS. W kwietniu 1940 brał udział w inwazji na Norwegię, a we wrześniu 1941 został poważnie ranny podczas walk na froncie wschodnim. W czerwcu 1942 został komendantem trzech obozów pracy koło Krakowa: Plaszow (Julag I), Prokocim (Julag II) i Bieżanów (Julag III). Na przełomie października i listopada 1943 powrócił do front, a 5 marca 1944 dostał się do niewoli radzieckiej. 
15 grudnia 1945 został skazany przez sąd radziecki na 25 lat pozbawienia wolności za zbrodnie popełnione na ludności ZSRR. 14 października 1955 został zwolniony i wyjechał do RFN. W 1960 aresztowały go władze zachodnioniemieckie. 24 kwietnia 1961 Müller skazany został przez sąd w Mosbach na dożywotnie pozbawienie wolności za zbrodnie popełnione na Żydach polskich. Udowodniono mu morderstwo w 22 przypadkach, zabójstwo w 4 przypadkach, podżeganie do morderstwa w 58 przypadkach oraz pomocnictwo do morderstwa w 5 przypadkach. Z więzienia warunkowo zwolniono go w listopadzie 1970.